# Sofia Samodelkina
Sofia Vladimirovna Samodelkina (Russisch: Со́фья Влади́мировна Самоде́лкина) (Moskou, 18 februari 2007) is een Russisch-Kazachs kunstschaatsster die Kazachstan representeert. In 2025 werd ze nationaal kampioene.

## Biografie
Sofia Samodelkina werd geboren in Moskou op 18 februari 2007. Haar moeder is van Kazachse en haar vader van Russische komaf. In 2011 begon ze op vijfjarige leeftijd met kunstschaatsen. Vanaf 2016 begon ze te trainen bij Sergej Davydov. In september 2021 debuteerde ze op internationaal niveau bij de junioren, waar ze Rusland representeerde. In 2023 stapte ze over naar de trainingsgroep van Jevgeni Pljoesjtsjenko. In oktober 2024 debuteerde Samodelkina op internationaal niveau bij de senioren voor Kazachstan, nadat ze in september had aangekondigd voortaan fulltime te gaan trainen in Kazachstan, onder begeleiding van Elmira Toerganova.

## Persoonlijke records
Behaald tijdens ISU-wedstrijden. 
|                     | punten | toernooi                          |
| ------------------- | ------ | --------------------------------- |
| Hoogste totaalscore | 193.37 | 2025 Viercontinentenkampioenschap |
| Hoogste korte kür   | 063.98 | 2025 Viercontinentenkampioenschap |
| Hoogste lange kür   | 129.39 | 2025 Viercontinentenkampioenschap |

## Belangrijke resultaten

### Voor Kazachstan
| Kampioenschap                | 24/25 |
| ---------------------------- | ----- |
| Wereldkampioenschap          | 14e   |
| Viercontinentenkampioenschap | 7e    |
| Nationaal kampioenschap      | Goud  |

### Voor Rusland
| Kampioenschap           | 19/20 | 20/21 | 21/22  | 22/23 |
| ----------------------- | ----- | ----- | ------ | ----- |
| Nationaal kampioenschap |       |       | 4e     | 11e   |
| NK junioren             | 4e    | 4e    | Zilver |       |